# Борьба (газета, Москва)
«Борьба» — щоденна більшовицька легальна газета; виходила в Москві з 27 листопада (10 грудня) по 6(19) грудня 1905 (вийшло 9 номерів). «Борьба» відіграла значну роль в більшовицькій революційній боротьбі, зокрема в підготовці Грудневого збройного повстання 1905 року.